# Twierdzene Kryłowa-Bogolubowa
W matematyce, twierdzenie Kryłowa-Bogolubowa (zwane również twierdzeniem o istnieniu miar niezmienniczych) jest wynikiem z zakresu teorii układów dynamicznych. Twierdzenie ma charakter egzystencjalny, mówi o tym, kiedy do danego układu dynamicznego można przyłączyć miarę probabilistyczną, niezmienniczą ze względu na przekształcenie w układzie, ale nie podaje tego, jakie wartości przyjmuje miara. Dodatkowo, twierdzenie nie podaje, ile dokładnie różnych takich miar istnieje.

## Treść twierdzenia
Niech {\displaystyle (X,\tau )} będzie zwartą, metryzowalną przestrzenią topologiczną, a {\displaystyle T\colon X\to X} będzie odwzorowaniem ciągłym. Oznaczmy przez {\displaystyle {\mathcal {B}}_{X}} σ-algebrę borelowską przestrzeni {\displaystyle X}. Wówczas dla układu dynamicznego {\displaystyle (X,T)} istnieje borelowska probabilistyczna miara {\displaystyle T-}niezmiennicza {\displaystyle \mu } taka, że {\displaystyle (X,{\mathcal {B}}_{X},T,\mu )} tworzy układ dynamiczny zachowujący miarę.
Oznacza to, że istnieje przynajmniej jedna miara {\displaystyle \mu \colon {\mathcal {B}}_{X}\to [0,1]} taka, że {\displaystyle \mu (T^{-1}A)=\mu (A)} dla dowolnego {\displaystyle A\in {\mathcal {B}}_{X}}.